# رينو فلموتس
رينو فيلموتس هو لاعب كرة قدم بلجيكي في مركز الوسط، ولد في 16 مارس 1997 في بلجيكا. شارك مع منتخب بلجيكا تحت 19 سنة لكرة القدم. أما مع النوادي، فقد لعب مع نادي سينت ترويدن.

## وصلات خارجية
- هذه المقالة غير مرتبط بويكي بيانات